# Apurímac republicano
Durante toda la gesta emancipadora hubo guerrillas patriotas en Abancay y Andahuaylas. En los días siguientes a la batalla de Junín (6 de agosto de 1824), los españoles derrotados comandados por el general Canterac intentaron rehacer sus filas después de cruzar el río Pampas, pero las guerrillas comandadas por Marcelino Carreño se lo impidieron.

## Antonio José de Sucre

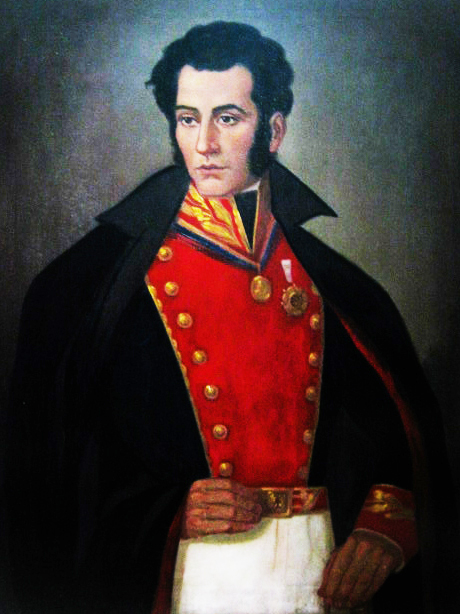
El Gran Mariscal de Ayacucho Antonio José de Sucre.

Sucre fijó el cuartel general patriota en Andahuaylas y de allí, el 20 de noviembre, recibió la noticia de que el ejército realista marchaba a su encuentro con el virrey José de la Serna e Hinojosa (1821-1824, durante el reinado de Fernando VII de España, 1813-1833 de la Casa de Borbón) a la cabeza. El 2 de diciembre de 1824, a las orillas del río Pampas, en la quebrada de Colpahuaico, hubo un enfrentamiento entre los dos ejércitos que antecedió a la batalla de Ayacucho del 9 de diciembre de 1824.
Bolívar dio reconocimiento como provincias republicanas a Abancay, Cotabambas y Aymaares mediante decreto del 21 de junio de 1825, reteniéndolas en el departamento de Cusco. Por el mismo decreto reconoció como provincia a Andahuaylas, conservándola en el departamento de Ayacucho. La actual provincia de Antabamba fue parte de Aymaraes, y Chincheros estuvo comprendido dentro de Andahuaylas. Una ley del 19 de noviembre de 1839 precisó los linderos y jurisdicciones de estas provincias, alterados ligeramente durante la Confederación Peruano-Boliviana (1834-1839).

## Simón Bolívar

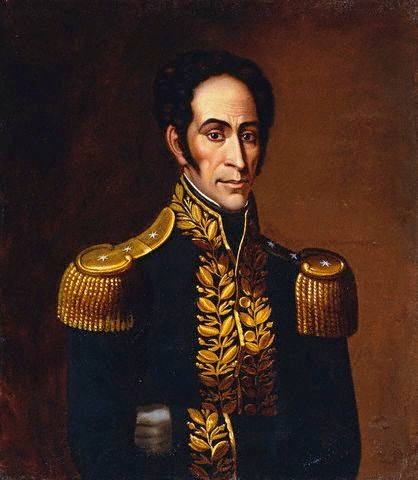
General en Jefe de los Ejércitos del Norte Simón Bolívar.

Luego de que los hispanos prosiguieran su marcha rumbo al Cusco, el Libertador Simón Bolívar recorrió la región apurimeña y fue nombrando de pueblo en pueblo las primeras autoridades republicanas. Entre agosto y septiembre de 1824, pernoctó y fijó su cuartel provisional en Andahuaylas, Huancarama, Abancay, Corahuasi y Chincheros. Tras enterarse de que el Congreso colombiano no lo facultaba para conducir la campaña emancipadora en el Perú, Bolívar acudió el 7 de octubre de 1824 a Sañaica, al sur de Andahuaylas, con el fin de entregar a su segundo en el mando, el general Antonio José de Sucre, el mando supremo de la guerra.

## Invasión boliviana
Tras la derrota y muerte del presidente Agustín Gamarra en la batalla de Ingavi el 18 de septiembre de 1841, hubo un período de anarquía aprovechado por las tropas bolivianas del general José Ballivián, que invadieron territorio peruano en Puno, Moquegua, Tacna, Arica y Tarapacá, entre diciembre de 1841 y enero de 1842. Para asistir en mejores condiciones a la inminente batalla por la toma del Cusco, el ejército boliviano preparó en marzo de 1842, la invasión de Apurímac. El general Miguel de San Román hizo plaza en Cotabambas para organizar la resistencia, pero las numerosas fuerzas movilizadas en dirección a Puno y Moquegua por los generales Domingo Nieto y Mendiburu disuadieron a los bolivianos, quienes dieron inicio a tratativas de paz.
En junio de 1844, poco antes de darse la batalla decisiva entre las fuerzas de Manuel Ignacio de Vivanco y las de Ramón Castilla y Marquezado, entonces en disputa por el poder, cada caudillo hizo el esfuerzo de anticiparse a tomar el territorio de Apurímac, considerado de alto valor estratégico. Vivanco se dirigió a Chincheros para cerrar el acceso a través del río Pampas, pero Castilla logró evadirlo por la ruta de Andahuaylas y se dirigió hacia el sur. El 22 de julio ambos ejércitos libraron batalla en Carmen Alto (Arequipa), imponiéndose Castilla, quien instituyó un gobierno provisorio y luego un gobierno constitucional (1845-1851). El 14 de abril de 1854, Castilla llamó a alzarse en armas contra su sucesor, José Rufino Echenique, y escogió Apurímac como escenario de encuentro de sus partidarios tanto cusqueños como arequipeños. El 8 de junio formó su estado mayor insurgente en Andahuaylas y el 23, inició una nueva campaña guerrera en dirección a Ayacucho.

## Departamento peruano

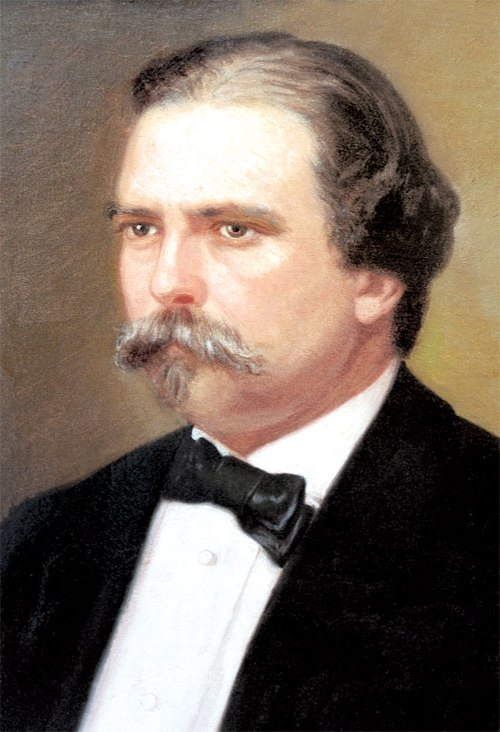
Presidente Constitucional de la República del Perú Pardo y Lavalle.

Apurímac, no obstante su singularidad territorial y cultural, recién fue reconocido como departamento por ley del 28 de mayo de 1873, durante el gobierno constitucional de Manuel Pardo. Dos años antes, por ley del 28 de enero de 1871, se dispuso la división de Aymaraes para formar la provincia de Antabamba. De este modo, se creó el departamento en 1873 por las provincias de Andahuaylas (Ayacucho) y de Abancay, Cotabambas, Antabamba y Aymaraes (las cuatro del Cusco) La provincia de Grau se creó en virtud de la Ley N.º 40008 del 4 de noviembre de 1919, cambiando de nombre a la provincia de Cotabambas, en homenaje al diputado Rafael Grau Cavero, hijo del héroe de Angamos, representante al Congreso por Cotabambas que fuera asesinado en Palcaro el 4 de enero de 1917. Años después, la ley 13407 del 10 de marzo de 1960, dispuso la división del territorio perteneciente a la provincia de Grau, formando nuevamente la provincia de Cotabambas con los distritos situados hacia el oriente. Por su parte, la creación de la provincia de Chincheros se debe a la Ley N.º 23759 del 30 de diciembre de 1983.

## Historia reciente

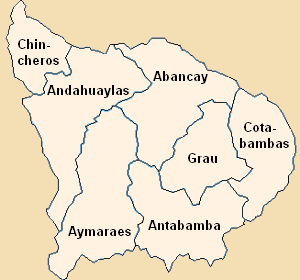
Provincias de la región Apurímac.

El 30 de octubre de 2005, Apurímac rechazó la propuesta para conformar la macrorregión Cusco-Apurímac. Los resultados de la segunda vuelta electoral fueron los siguientes: Sí 32.39% (44,470 votos) y No 67.60% (92,801 votos).